# N-terminal do pró-hormônio do peptídeo natriurético do tipo B
A porção N-terminal do pró-hormônio do peptídeo natriurético do tipo B (NT-proBNP), também abreviado como BNPT, é um peptídeo inativo formado pela porção N-terminal do pró-hormônio proBNP, reação que dá origem também ao BNP.
Tanto o BNP quanto NT-proBNP são usados como marcadores sanguíneos para diagnóstico de insuficiência cardíaca (CHF) e podem ser úteis para o estabelecimento de prognósticos para insuficiência cardíaca, pois ambos apresentam concentrações elevadas em pacientes com pior progressão. As concentrações plasmáticas de tanto BNP quanto NT-proBNP estão tipicamente aumentadas em pacientes com disfunção do ventrículo esquerdo e são associadas a doenças da artéria coronária e à isquemia do miocárdio.

## Níveis sanguíneos
| Limite superior (95º percentil) das faixas de NT-proBNP sanguíneo em pessoas saudáveis | Limite superior (95º percentil) das faixas de NT-proBNP sanguíneo em pessoas saudáveis | Limite superior (95º percentil) das faixas de NT-proBNP sanguíneo em pessoas saudáveis | Limite superior (95º percentil) das faixas de NT-proBNP sanguíneo em pessoas saudáveis |
| Sexo                                                                                   | Idade                                                                                  | Limit in pg/mL                                                                         |                                                                                        |
| -------------------------------------------------------------------------------------- | -------------------------------------------------------------------------------------- | -------------------------------------------------------------------------------------- | -------------------------------------------------------------------------------------- |
| Masculino                                                                              | < 45 anos                                                                              | 90                                                                                     |                                                                                        |
| Masculino                                                                              | 45-59 anos                                                                             | 140                                                                                    |                                                                                        |
| Masculino                                                                              | 55-64 anos                                                                             | 180                                                                                    |                                                                                        |
| Masculino                                                                              | 65-74 anos                                                                             | 230                                                                                    |                                                                                        |
| Masculino                                                                              | > 75 anos                                                                              | 850                                                                                    |                                                                                        |
| Feminino                                                                               | < 45 anos                                                                              | 180                                                                                    |                                                                                        |
| Feminino                                                                               | 45-54 anos                                                                             | 190                                                                                    |                                                                                        |
| Feminino                                                                               | 55-64 anos                                                                             | 230                                                                                    |                                                                                        |
| Feminino                                                                               | 65-74 anos                                                                             | 350                                                                                    |                                                                                        |
| Feminino                                                                               | > 75 anos                                                                              | 620                                                                                    |                                                                                        |

| Interpretação (simplificada)    | Idade    | Faixa       |
| ------------------------------- | -------- | ----------- |
| Insuficiência cardíaca provável | <75 anos | > 125 pg/mL |
| Insuficiência cardíaca provável | >75 anos | >450pg/mL   |

Não há um nível de BNP sanguíneo que separe perfeitamente indivíduos com e sem insuficiência cardíaca.
Em triagens para cardiopatias congênitas em pacientes pediátricos, um valor de corte de 91 pg/mL de NT-proBNP  foi capaz de diferenciar pacientes com cardiopatia acianótica de pacientes saudáveis com sensitividade de 84% e especificidade de 42%. Por outro lado, um  valor de corte de 318 pg/mL é mais apropriado para diferenciar pacientes com a doença hemolítica não esferocítica congênita de pacientes (CNHD) saudáveis, com sensitividade de 94% e especificidade de 97%.. Por fim, um valor de 408 pg/mL foi estimado como capaz de diferenciar pacientes com ACNHD de pacientes com CNHD com 83%de sensitividade e 57% de especificidade. 